# François-Joseph Bouchette
François-Joseph Bouchette, né le 18 août 1735 à Winnezeele en Flandre française et mort le 9 septembre 1810 à Bergues dans le Nord, est un avocat et un homme politique français. Il est élu représentant du tiers état, lors des états généraux, puis député.

## Biographie

### Début de carrière
François-Joseph Bouchette est le fils aîné de Jacques-Joseph Bouchette, avocat à Steenvoorde, en Flandre maritime et bailli de la seigneurie de Winnezeele et de Jeanne Angélique Outters. Il a quatre frères et sœurs dont deux moururent en bas âge. Devenu avocat, installé à Bailleul, Bouchette est nommé scrutateur et membre de la commission chargée de condenser dans une rédaction unique l’ensemble des plaintes et doléances.

### Les États généraux
Lors des États généraux de 1789, Bouchette est élu représentant du Tiers-État pour la ville de Bergues, située dans le bailliage de Bailleul (avec trois autres personnalités de la ville, Jean-Baptiste Louis de Kytspotter, Herwyn et de Lattre de Batsaert), puis député de l'assemblée nationale constituante du 10 avril 1789 au 30 septembre 1791,.
À Versailles, il fréquente assez rapidement le Club des Jacobins. De retour à Bergues en octobre 1791, il ne participe plus pour quelque temps à la vie politique mais il est toutefois élu président de la société des Amis de la Constitution à l’unanimité en avril 1792. Il est également élu maire de la ville en octobre 1792 et quitte cette fonction en avril 1793. En juillet 1795, il est nommé assesseur du juge de paix mais n'occupe plus de fonction officielle sous le Consulat et l’Empire.

### Le défenseur des langues régionales
Le 14 janvier 1790, sur sa proposition, l'Assemblée nationale décide de « faire publier les décrets de l'Assemblée dans tous les idiomes qu'on parle dans les différentes parties de la France » en s'appuyant sur les commentaires de Bouchette : « Ainsi, tout le monde va être le maître de lire et écrire dans la langue qu'il aimera mieux ». Un premier décret concernant la traduction en flamand et en allemand de l'instruction de la nouvelle formation des municipalités, indique que ce texte sera imprimé sur deux colonnes, le français d'un côté et la langue locale de l'autre et diffusé sur le territoire des anciennes provinces concernées.
Des bureaux départementaux, à l'instar de l'Alsace, la Lorraine ou la Bretagne, furent créés pour traduire sur place les divers textes envoyés depuis Paris. En novembre 1792, la Convention chargea une commission afin d'accélérer les traductions, ses membres pensaient alors qu'il fallait recourir au multilinguisme. Selon l'historien Xavier Mauduit, cette mesure met fin à l'ordonnance de Villers-Cotterêts de 1559, imposant le français dans les documents administratifs. Toutefois, la traduction fut rapidement abandonnée devant le manque de traducteurs, les coûts financiers et l'absence réelle de vouloir conserver les langues régionales. 
Dès 1793, sous l'impulsion de Bertrand Barère, les révolutionnaires virent même dans les patois et diverses langues régionales un obstacle à la propagation de leurs idées, voire un danger pour la France et la République.